# Domaszék
Domaszék är en ort i Ungern.   Den ligger i provinsen Csongrád-Csanád, i den centrala delen av landet, 160 km sydost om huvudstaden Budapest. Domaszék ligger 83 meter över havet och antalet invånare är 4 242.